# Haripur (Saptari)
Pour les articles homonymes, voir Haripur.
Haripur (en népalais : हरिपुर) est un comité de développement villageois du Népal situé dans le district de Saptari. Au recensement de 2011, il comptait 5 406 habitants.